# КАМАЗ 65225
КАМАЗ 65225 (КамАЗ-65225) ―  сідловий тягач російського виробництва, перші моделі якого було створено на Камському автомобільному заводі у 2004 році. Активно використовується ЗС РФ, наприклад, як танковоз.

## Технічні характеристики
| Навантаження відносно заднього візка             | 5,89 т |
| Навантаження на передній міст                    | 5,395 т |
| Повна маса автомобіля                            | 33,36 т |
| Максимальне навантаження відносно заднього візка | 25,86 т |
| Максимальне навантаження на передній міст        | 7,5 т |
| Навантаження на сідельно-зчіпний пристрій        | 22 т |
| Максимальна маса автопоїзда                      | 75,36 т |
| Повна маса напівпричепа                          | 64 т |
| Найбільший кут подоланого підйому                | ≥18 % (≥10°)                                                                                                |
| Зовнішній габаритний радіус повороту             | 11,5 м |
| Колісна формула                                  | 6×6 |
| Двигун (тип; об'єм)                              | дизельний з системою турбонаддування; 740.63-400 (Євро-3) або 740.50-360 (Євро-2), або 740.735-400 (Євро-5) |
| Операційна дальність                             | 1000 км |
| Екіпаж                                           | 2 людини |

Автомобіль має передню кабіну управління, в якій розміщуються водій та штурман. Має одне спальне місце.

## Застосування
Конструкція тягача - проста та міцна. Він використовується в поєднанні з 3-вісним напівпричепом та може перевозити різні вантажі максимальною вагою до 50 000 кг. Серед них основні бойові танки, що перебувають на озброєнні ЗС РФ, такі як Т-90 і Т-72, а також іншу бронетехніку та гусеничні артилерійські системи.
У Російській армії КАМАЗ 65225 частково замінює застарілий високомобільний танковий транспортер МАЗ-537 та фігурує на всіх навчаннях з моменту витіснення МАЗу. Однак тягачеві не вистачає потужності та прохідності, які має МАЗ-537. У 2015 році був представлений транспортер КАМАЗ 78504 8х8, який за ходовими характеристиками відповідає МАЗ-537.
КАМАЗ 65225 має обмежену рухливість по пересіченій місцевості. Проте він в основному призначений для роботи на дорогах з твердим покриттям.